# Federació Panamenya de Futbol
La Federació Panamenya de Futbol, també coneguda per l'acrònim FEPAFUT, és l'òrgan de govern del futbol panameny. Va ser fundada l'any 1937 i, el 1938, es va afiliar a la Federació Internacional de Futbol Associació (FIFA). És membre fundador, l'any 1961, de la Confederació del Nord, Centreamèrica i el Carib de Futbol Associació (CONCACAF) i, l'any 1990, de la Unió Centreamericana de Futbol (UNCAF).

## Història
El futbol panameny es remunta a principis del segle XX quan era practicat a Colón i a Ciutat de Panamà pels treballadors de les companyies navilieres britàniques que operaven a l'àrea centreamericana. El futbol es va propagar a través dels col·legis secundaris com el Panama Collage, que van incloure el futbol en els seus programes i equips.
La idea d'una lliga nacional es va originar el 1918 després d'una sèrie de partits entre els equips Standard Oval i American Cable. El 1921, els antillans van fundar la Isthmian Football League que va durar tres temporades. El 1925 es va fundar la Liga Nacional de Futbol que va ser presidida pel Coronel Gabriel Barrios, que és considerat el pare del futbol panameny. Aquesta lliga la van jugar sis equips: El Cable, Cecília, Hottspurs, Coronel Bolognesi, El Panamà i el Panamà Hardware, que va ser el campió. L'any 1926 es va crear la Liga Menor.
El 1933, es va fundar a Colón la Liga Atlántica de Football per iniciativa de Justiniano Cárdenas i, el 1934, el Roxy de Ciutat de Panamà i el Colon Rangers van disputar la Copa Teatro Strand i van sentar les bases per unificar ambdues lligues, El 29 d'agost de 1937, es va fundar al Club Miramar de Bella Vista, la Federación Nacional de Football Association de Panamá, que és l'actual Federació Panamenya de Futbol. El seu primer president va ser José Antonio Molino, que va afiliar-se a la Fifa durant el congrés de París de 1938.
El 18 de setembre de 1961, la Fepafut va ser membre fundador de la Concacaf, la confederació que agrupa totes les federacions de l'América del Nord, Amèrica Central i el Carib.
El 1990, la Fepafut va ser membre fundador de la UNCAF, la filial de la Concacaf que agrupa les federacions de l'Amèrica Central.

## Organització
Els campionats oficials de futbol a Panamà, sota la direcció de la Fepafut, s'organitzen en quatre categories i el torneig de copa o copa Panamà.
- Lliga panamenya de futbol, que consta de 10 equips i es divideix en dos tornejos: Apertura i Clausura.
- Liga Nacional de Ascenso, que consta de 10 equips.
- Copa Rommel Fernández, que consta de 23 equips distribuïts en quatre grups.
- Liga Distritorial de Fútbol de Panamá, que és la quarta divisió de Panamà i consta d'onze lligues provincials.
- Torneo de Copa o Copa Panamá, torneig futbolístic d'eliminació directa disputat per 44 equips de les tres primeres categories.